# Slankamenački Vinogradi
Slankamenački Vinogradi, (slovensky Slankamenecké Vinohrady, srbsky v cyrilici Сланкаменачки Виногради, maďarsky Szalánkeménszőlős) jsou vesnice v srbské Vojvodině, administrativní spadající pod opštinu Inđija. V roce 2002 zde žilo 266 obyvatel, z nich převážná část (tři čtvrtiny) je slovenské národnosti.
Obec trpí v průběhu desetiletí značným úbytkem obyvatel, neboť dochází k odlivu do větších měst v blízkosti.
Obec se nachází nedaleko břehu řeky Dunaje, stranou hlavních dopravních tahů. Místní obyvatelstvo se převážně živí zemědělstvím, zejména vinohradnictvím. V posledním období se vesnice aktivizuje i v turismu, zvláště přes festival Budarske dny.